# Coraline Ada Ehmke
Coraline Ada Ehmke es una desarrolladora de software del código abierto, de Chicago, Illinois. Comenzó su carrera como desarrolladora web en 1994 y ha trabajado en una variedad de industrias, incluyendo ingeniería, consultoría, educación, publicidad, atención médica e infraestructura de desarrollo de software. Es conocida por su trabajo en Ruby, y en 2016 obtuvo el premio Ruby Hero en RailsConf, una conferencia para desarrolladores de Ruby on Rails. También es conocida por su trabajo y activismo por la justicia social, la creación del Contributor Covenant y la promoción de la adopción generalizada de códigos de conducta para proyectos y comunidades de código abierto. 

## Carrera
Ehmke comenzó a escribir software en 1994, utilizando el lenguaje de programación Perl. Desde entonces ha escrito software en ASP. NET y Java, antes de descubrir Ruby en 2007. Es autora de 25 gemas de Ruby y ha contribuido a proyectos que incluyen RSpec y Ruby on Rails. Ha dictado diversas conferencias de software, y ha dado conferencias magistrales en múltiples conferencias de tecnología en todo el mundo, incluyendo RubyFuza en Ciudad del Cabo, Sudáfrica y RubyConf Brasil.
En 2013, en la conferencia Madison + Ruby, Ehmke estaba entre un grupo de personas que anunció la creación de una comunidad para tecnólogos LGBT llamada LGBTech. Durante este anuncio, ella también se identificó públicamente como transgénero.
En 2014, Ehmke creó OS4W.org, un sitio web para ayudar a todas las mujeres a contribuir al código abierto al conectarlas con mentoras y parejas de programación e identificar proyectos de código abierto que acogen a diversos contribuyentes.
También en 2014, creó el Contributor Covenant, un código de conducta utilizado en más de 40 000 proyectos de código abierto, incluidos todos los proyectos de Google, Microsoft y Apple. En 2016, recibió un premio Ruby Hero en reconocimiento a su trabajo en ese proyecto. Después de que se hicieron acusaciones de acoso sexual contra el fundador y CEO de GitHub y su esposa en marzo de 2014, Ehmke se unió a Betsy Haibel para crear un servicio llamado Culture Offset. Culture Offset permitió a las personas que deseaban boicotear GitHub pero no pudieron hacerlo porque era necesario que su trabajo "compensara" su uso al dirigir donaciones a organizaciones que trabajan para ayudar a personas con poca representación en la industria de la tecnología. Este proyecto apareció en el Wall Street Journal y la revista Wired.
Ehmke fue panelista en el pódcast Ruby Rogues de 2014 a 2016, y es panelista fundadora en el pódcast Greater Than Code. Ella participa en las juntas directivas de Ruby Together y RailsBridge.
En 2016, se unió a GitHub como desarrolladora senior en un equipo que desarrolla funciones de gestión comunitaria y anti-acoso para la plataforma de software. Fue despedida aproximadamente un año después, y el 5 de julio de 2017 publicó un artículo criticando la cultura de GitHub y las circunstancias que rodearon su desvinculación. Su historia apareció en un informe de 2017 sobre cláusulas de silencio y acuerdos de no menosprecio publicados por CNN.
En 2018, Ehmke participó en un debate en el Foro de Naciones Unidas sobre Empresas y Derechos Humanos en Ginebra, Suiza, sobre el tema de las empresas tecnológicas como una amenaza para los derechos humanos.
Ehmke ha sido el blanco reiterado de informes negativos por parte de organizaciones de extrema derecha y blogueros, incluidas Breitbart News, y se ha descrito a sí misma como una "Notoria guerrera de la justicia social" después de recibir el apodo en un artículo de Breitbart sobre su incorporación a GitHub.

## Vida personal
Ehmke es transgénero y comenzó su transición en marzo de 2014. Ella ha hecho público su transición con la esperanza de ayudar a otros, y ha dado varias entrevistas sobre sus experiencias en la transición y el trabajo como mujer trans en tecnología. También dio una charla sobre sus experiencias titulada "Él ya no trabaja aquí" en las conferencias Keep Ruby Weird, Alterconf y Madison+Ruby.
Ehmke escribe y graba música y ha lanzado varios álbumes bajo el nombre de A Little Fire Scarecrow.